# Traité d'amitié et d'alliance sino-soviétique
Cet article concerne le traité signé en 1945. Pour le traité signé en 1950, voir Pacte sino-soviétique.

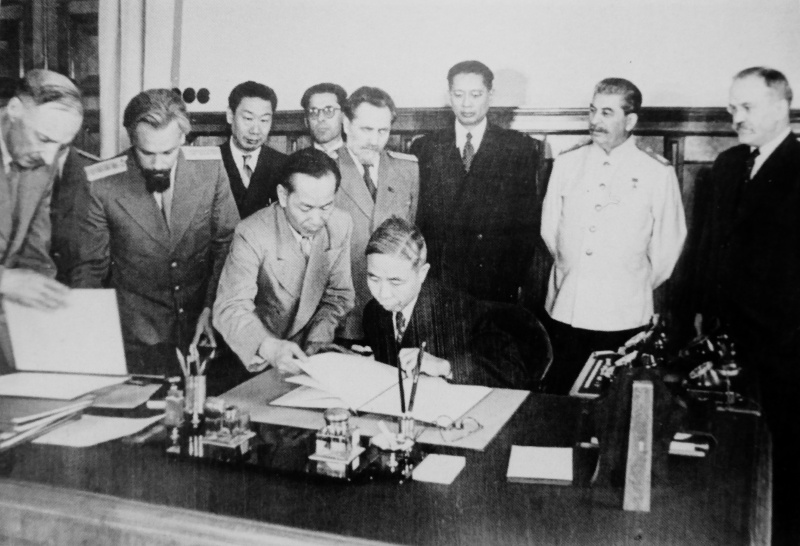
Signature du traité sino-soviétique

Le Traité d'amitié et d'alliance (en chinois traditionnel 中蘇友好同盟條約) est un traité signé en 1945 par le Gouvernement national de la République de Chine et l'Union des républiques socialistes soviétiques le 14 août 1945. À l'époque, les troupes soviétiques et mongoles occupaient la Mongolie-Intérieure et d'autres territoire chinois, après les avoir pris aux Japonais pendant la Seconde Guerre mondiale. Dans une déclaration faite dans le cadre du traité, la Chine accepta l'indépendance de la Mongolie à l'intérieur de ses anciennes frontières (désavouant toute intention pan-mongole des occupants), à condition qu'un référendum sur la question ait lieu et que l'Union soviétique cesse d'aider le Parti communiste chinois.
Cependant, la République de Chine remarqua que l'Union soviétique soutenait secrètement et continûment le Parti communiste chinois et l'Armée populaire de libération, qui étaient opposés au Kuomintang dirigeant le pays et au gouvernement de la République de Chine, ainsi que la République populaire mongole. La relation s'effondra lorsque le Parti communiste chinois proclama la République populaire de Chine à Pékin le 1er octobre 1949 et que l'Union soviétique la reconnut. L'Assemblée générale des Nations unies adopta sa résolution 505 le 1er février 1952, laquelle confirma que l'Union soviétique avait violé les termes du traité en aidant le Parti communiste chinois au cours de la guerre civile chinoise. Le 24 février 1953, le Yuan législatif de la République de Chine vota pour officiellement mettre fin à ses engagements concernant le traité d'amitié et d'alliance sino-soviétique, révoquant de ce fait sa reconnaissance de l'indépendance de la République populaire mongole.